# Oczeret jeziorny
Oczeret jeziorny, sitowie jeziorne (Schoenoplectus lacustris (L.) Palla) – gatunek roślin należący do rodziny ciborowatych. W nazewnictwie potocznym szuwar oczeretowy i sama roślina bywają nazywane sitowiem. Rodzimy obszar jego występowania obejmował Afrykę Północną, Azję i Europę, ale rozprzestrzenił się i obecnie jako gatunek zawleczony występuje także w Ameryce Północnej i Środkowej oraz w Nowej Zelandii. W Polsce na niżu jest pospolity.

## Morfologia

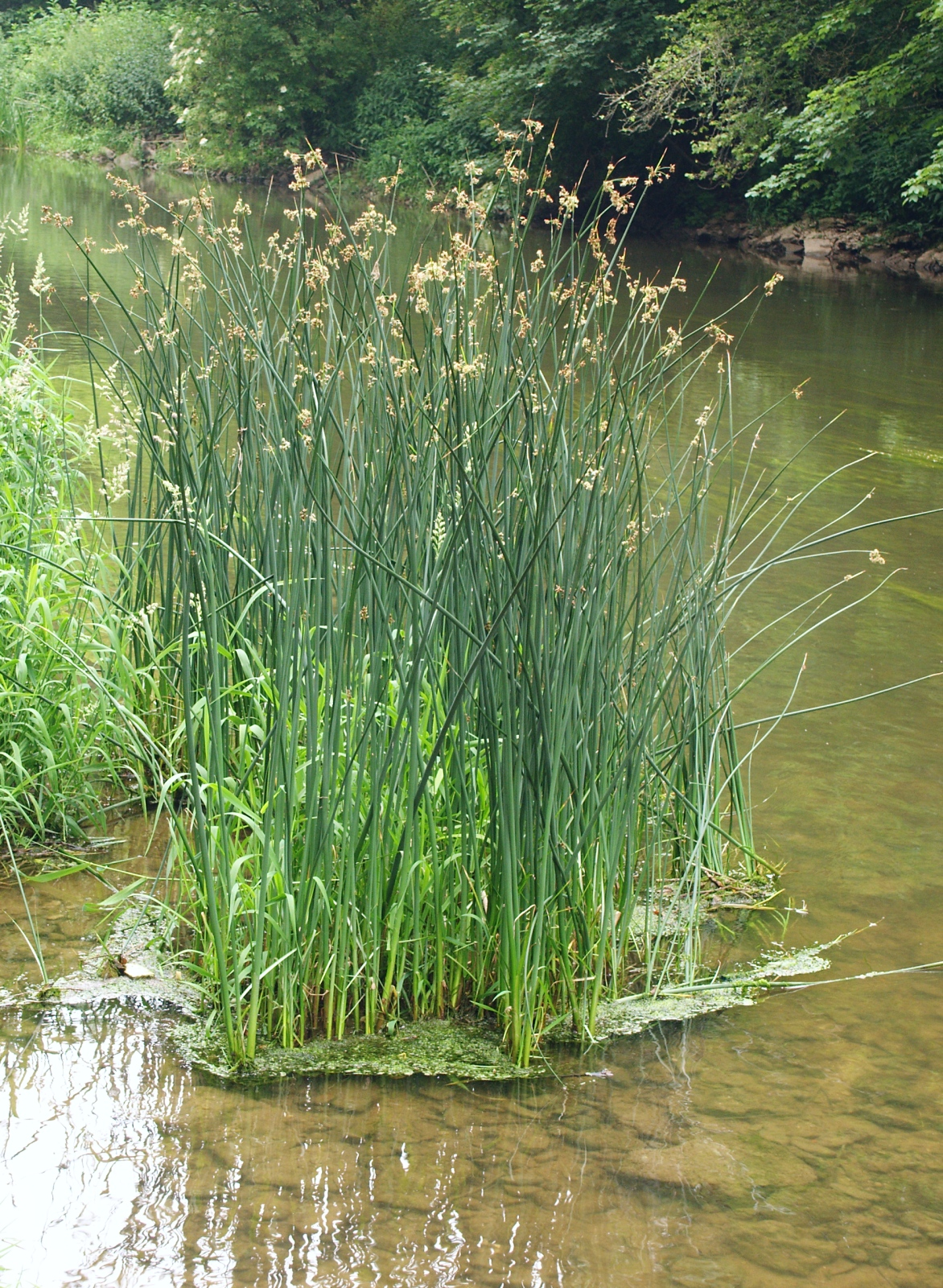
Pokrój

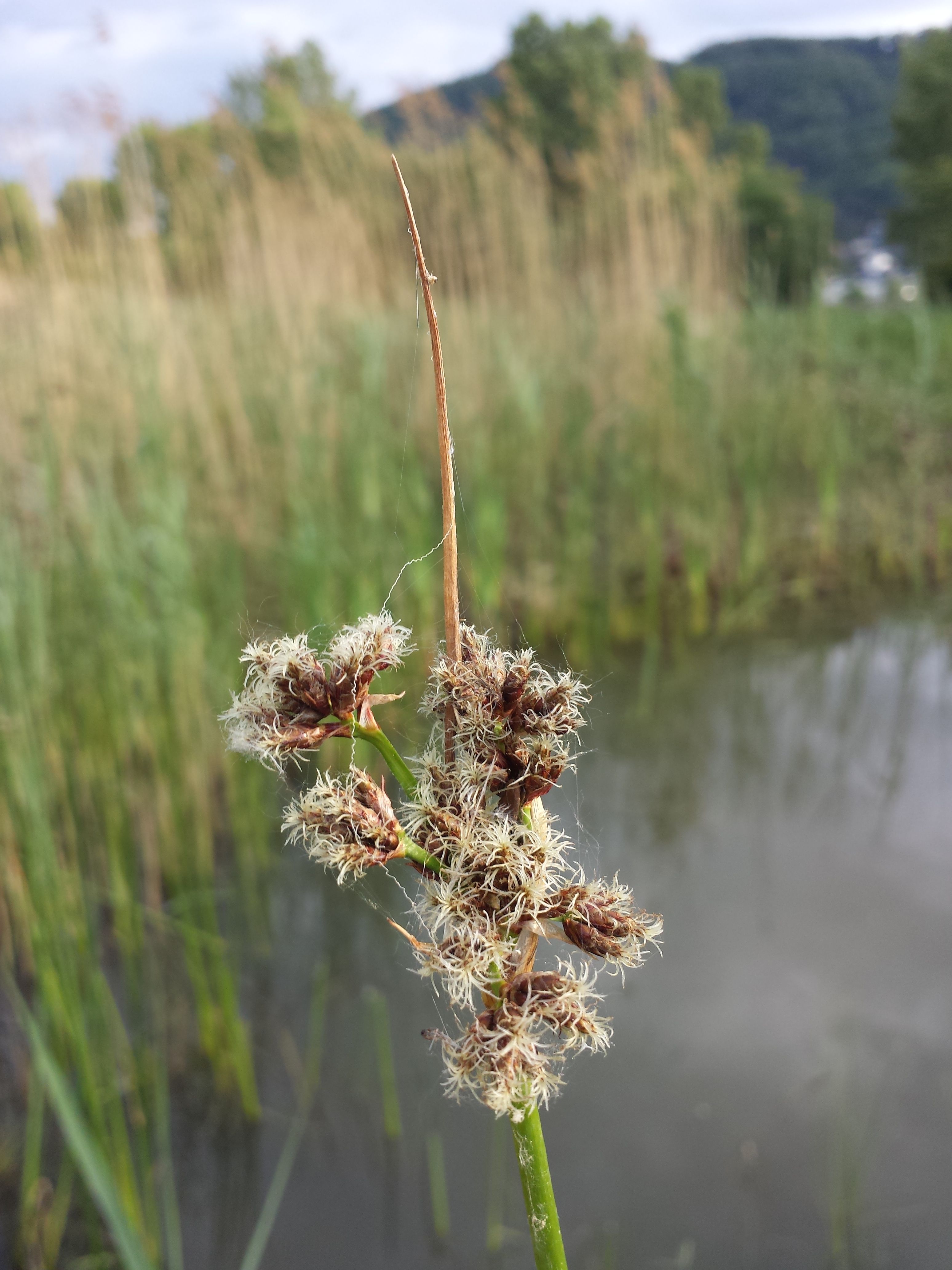
Kwiatostan

ŁodygaCzęść nadwodna obła, prosta, wzniesiona, sztywna, rurkowata z gąbczastym wnętrzem. Główny organ asymilujący (fotosyntetyzujący). Osiąga wysokość do 4 m. Znaczna część łodygi ma postać kłącza z korzeniami przybyszowymi. Jest ono twarde, silnie zdrewniałe, proste (tworzące falangę).
LiścieRównowąskie o unerwieniu równoległym. Odziomkowe. Pochwy liściowe purpurowe, najwyższa, lub dwie najwyższe są rynienkowate. W trakcie ontogenezy zamierają.
KwiatyZebrane w bardzo liczne kłosy o długości do 1 cm, zazwyczaj wyrastające na szypułkach. Podsadki rynienkowate, szydlaste i krótsze od rozrzutki. Przysadki szerokojajowate, wycięte, gładkie, o piłkowano postrzępionych brzegach. Słupek z 3 znamionami. Podsadka wyrasta w górę, tworząc przedłużenie łodygi, przez co kwiatostan pozornie leży z boku łodygi.
OwoceTrójkanciasty orzeszek o długości do 3 mm.

## Biologia i ekologia

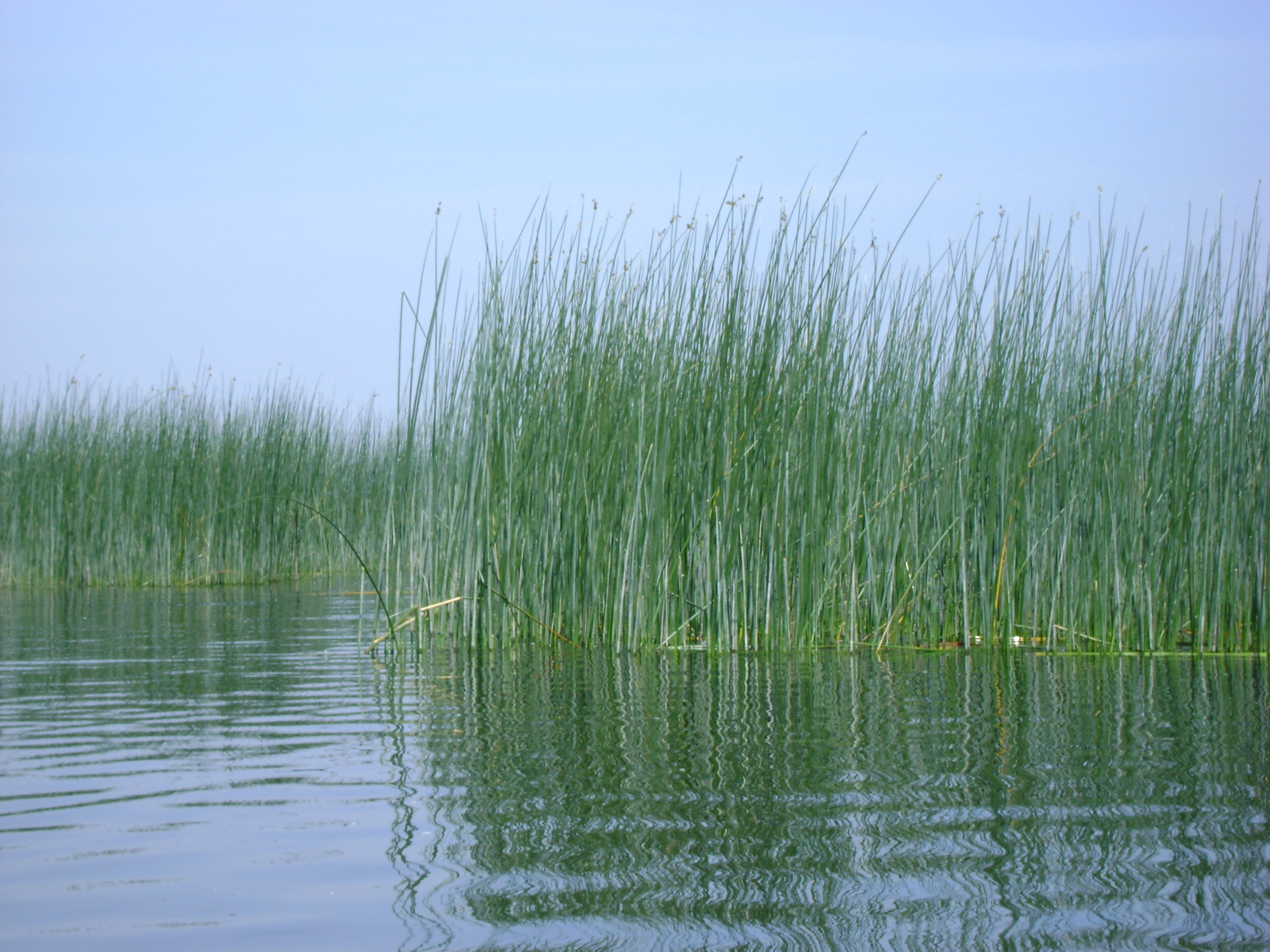
Szuwar oczeretowy

RozwójHydrofit, geofit. Kwitnie od czerwca do lipca.
SiedliskoRośnie w wodzie stojącej lub wolno płynącej, o głębokości nieprzekraczającej 2 m; w jeziorach, stawach, starorzeczach, zatokach i zakolach rzek. Najczęściej rośnie na podłożu dość luźnym, piaszczystym lub mulisto-piaszczystym. Występuje w szuwarach jezior, zwykle w stosunkowo głębokiej wodzie – między strefą roślin o liściach pływających (nymfeidów) a szuwarem pałkowym lub trzcinowym. Wśród roślin rosnących w szuwarach jest gatunkiem najdalej wchodzącym w toń wodną. Bardzo źle znosi całkowite wynurzenie, tylko wyjątkowo można go spotkać na lądzie, ale tylko w takich miejscach, w których jego kłącza znajdują się cały czas w wilgotnym podłożu.
Wśród roślinności szuwarowej jest pionierem w zarastaniu zbiorników wodnych i ma duży udział w ich zarastaniu. Jego kłącza na dnie zbiorników tworzą gęstą plątaninę zatrzymującą niesione przez wodę zawiesiny. Produkuje dużą ilość biomasy, szybko jednak ulegającej rozkładowi. Bardzo często tworzy jednogatunkowe gniazda lub całe płaty, ale wchodzi także w skład zbiorowisk kilkugatunkowych (np. trzcinowisk). Po zaniknięciu zbiornika wodnego zwykle ginie, czasami tylko można go spotkać w zlądowaconych już zbiorowiskach mszysto-turzycowych.
FitosocjologiaW klasyfikacji zbiorowisk roślinnych gatunek charakterystyczny dla związku Phragmition oraz zespołu szuwaru oczeretowego (Scirpetum lacustris).
GenetykaLiczba chromosomów 2n = 42.

## Udział w kulturze
Według czterech badaczy roślin biblijnych w Biblii pod hebrajskim słowem `agmôn wymieniony jest oczeret jeziorny. Cytowany jest w Księdze Izajasza 9,13 i 58,5. W Biblii Tysiąclecia słowo to przetłumaczono jako sitowie. Tylko F. N Hepper ma inne zdanie i uważa, że słowo to powinno być przetłumaczone jako cibora papirusowa lub trzcina pospolita.